# Arbouet-Sussaute
Arbouet-Sussaute (en euskera Arboti-Zohota) es una localidad y comuna francesa, situada en el departamento de Pirineos Atlánticos, en la región de Aquitania. Pertenece al territorio histórico vascofrancés de Baja Navarra.
Administrativamente también depende del Distrito de Bayona y del Cantón de País de Bidache, Amikuze y Ostibarre.

## Demografía
| Gráfica de evolución demográfica de Arbouet-Sussaute entre 1800 y 2012 |
|                                                                        |

El resultado del año 1800 es la suma final de todos los datos parciales obtenidos antes de la creación de la comuna (24 de junio de 1842).
Fuentes: Ldh/EHESS/Cassini e INSEE.

## Lugares de interés
Iglesia parroquial de San Juan Bautista de Arbouet, del siglo XIX.